# Christian Weber
Christian Weber, född 25 augusti 1883 i Polsingen, död 11 maj 1945 i Schwäbische Alb, var en tysk SS-Brigadeführer. Han var en av de tidigaste medlemmarna i NSDAP (medlem nummer 15) och medlem av Stoßtrupp Adolf Hitler. Weber var inspektör för SS:s ridskolor.